# Länsväg 205
Länsväg 205 går sträckan Askersund - Laxå - Karlskoga - Grythyttan. Vägen går i Örebro län. Längden är 118 km.

## Anslutningar
- Riksväg 50
- E20
- Länsväg 204
- Länsväg 243
- E18
- Länsväg 237
- Länsväg 244

## Historia
Väg 205 har gått längs sträckan Askersund - Laxå - Karlskoga sedan vägnummer infördes på 1940-talet, i huvudsak i samma sträckning. En kort genväg byggdes vid Dohnafors nära Askersund på 1960-talet.
Vägen mellan Karlskoga och Grythyttan gavs nummer 205 någon gång mellan 1985 och 1995, och var inte numrerad innan dess. Den vägen fanns i samma sträckning åtminstone på 1950-talet.